# Ctenophorus nuchalis
Ctenophorus nuchalis är en ödleart som beskrevs av  De Vis 1884. Ctenophorus nuchalis ingår i släktet Ctenophorus och familjen agamer. IUCN kategoriserar arten globalt som livskraftig. Inga underarter finns listade i Catalogue of Life.